# Spirit Warrior
 (décembre 2019).
Si vous disposez d'ouvrages ou d'articles de référence ou si vous connaissez des sites web de qualité traitant du thème abordé ici, merci de compléter l'article en donnant les références utiles à sa vérifiabilité et en les liant à la section « Notes et références ».
Pour plus de détails, voir Fiche technique et Distribution.
Spirit Warrior (thaï : ปลุก มัน ขึ้น มา ฆ่า 4, Plook mun kuen ma kah 4) est un film thaïlandais réalisé par Towatchai Ladloy, Prapon Petchinn et Panna Rittikrai, sorti en 1994.

## Synopsis
Dans la forêt jungle, le chaman Duang pratique un rituel ancestral pour élaborer un élixir de longue vie. Deux participants à la cérémonie tombent raide morts après avoir bu la potion magique. Effrayés, les autres participants s'enfuient et veulent avertir le chef du village. Duang les poursuit et les tue un à un. Seul Piak parvient à s'échapper sain et sauf.
Le chef du village demande aux jeunes hommes du village d'aller neutraliser le chaman avant qu'il ne franchisse le Mékong pour se cacher au Laos. Les villageois retrouvent le criminel, le rouent de coup et son corps tombe dans la rivière. 
Cinq ans passent. Les paysans vont travailler aux champs, écoutent du molam. Un jour, ils sont attaqués par un mystérieux voleur, maître en arts martiaux et invincible, par magie jamais blessé par les armes. Ils sont presque tous massacrés.
Piak, sous le charme de la magnifique chanteuse de molam Fa, déclare qu'il va arrêter l'assassin. Mais le chef de village est préoccupé : un groupe d'étudiants en archéologie japonais doivent venir au village.
Les étudiants sont attaqués par des bandits de grands chemins mais ils savent se défendre et mettent une raclée aux brigands qui s'enfuient…

## Fiche technique
- Titre international : Spirit Warrior
- Titres alternatifs : ปลุก มัน ขึ้น มา ฆ่า 4 / Plook Mun Kuen Ma Kah 4 / Spirited Killer / Spirited Warrior
- Réalisateur : Towatchai Ladloy (Tawatchi), Prapon Petchinn et Panna Rittikrai
- Scénario : Neung
- Chorégraphie : Panna Rittikrai
- Costumes : Jung
- Effets spéciaux : Chit
- Maquillage : Poot
- Pays d'origine : Thaïlande
- Genre : Action, arts martiaux
- Durée : 85 minutes
- Date de sortie : 1994
- Date de sortie en DVD en France : 2012

## Distribution

### Les braves villageois
- Jai Juntamootree (Chatamontree / Janmultree) (ใจ จันทร์มูลตรี) : Piak, le valeureux combattant, amoureux de Fa
- Srifah Daranee (ศรีฟ้า ดารณี) : Fa, la jolie fille du chef du village, admirable chanteuse de molam
- Le chef du village, etc.

### Les méchants
- Le chaman Duang
- Panna Rittikrai : le mystérieux voleur invincible, le fantôme assassin (spirited killer[2])

### L'équipe d'archéologues japonais
- Krissanapong Rachada : le chef de l'expédition
- Banlu Srisaeng : Mut, le muet
- Tony Jaa (จา พนม) : combattant japonais